# 青山公路－葵涌段

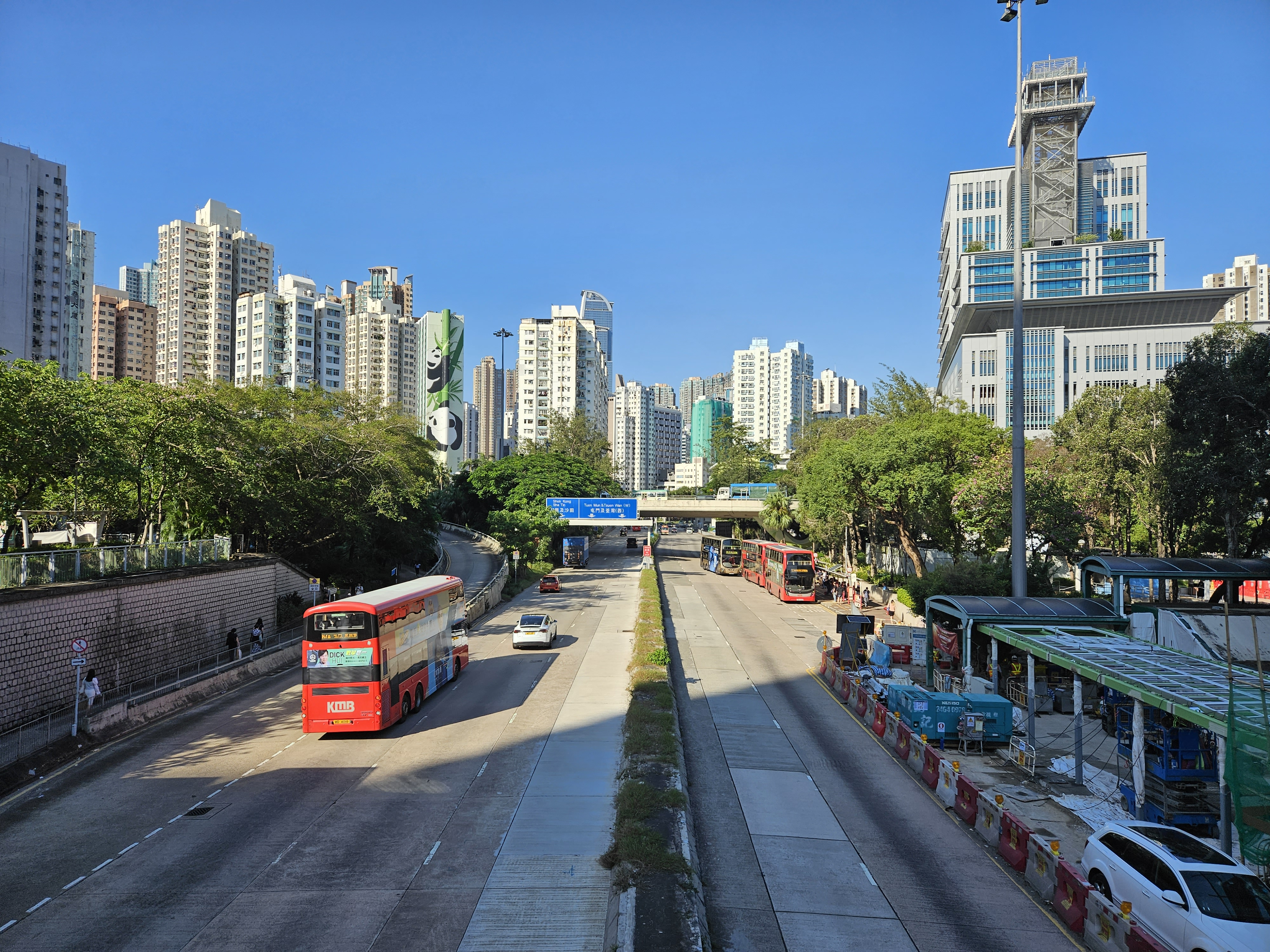
青山公路－葵涌段近大窩口站

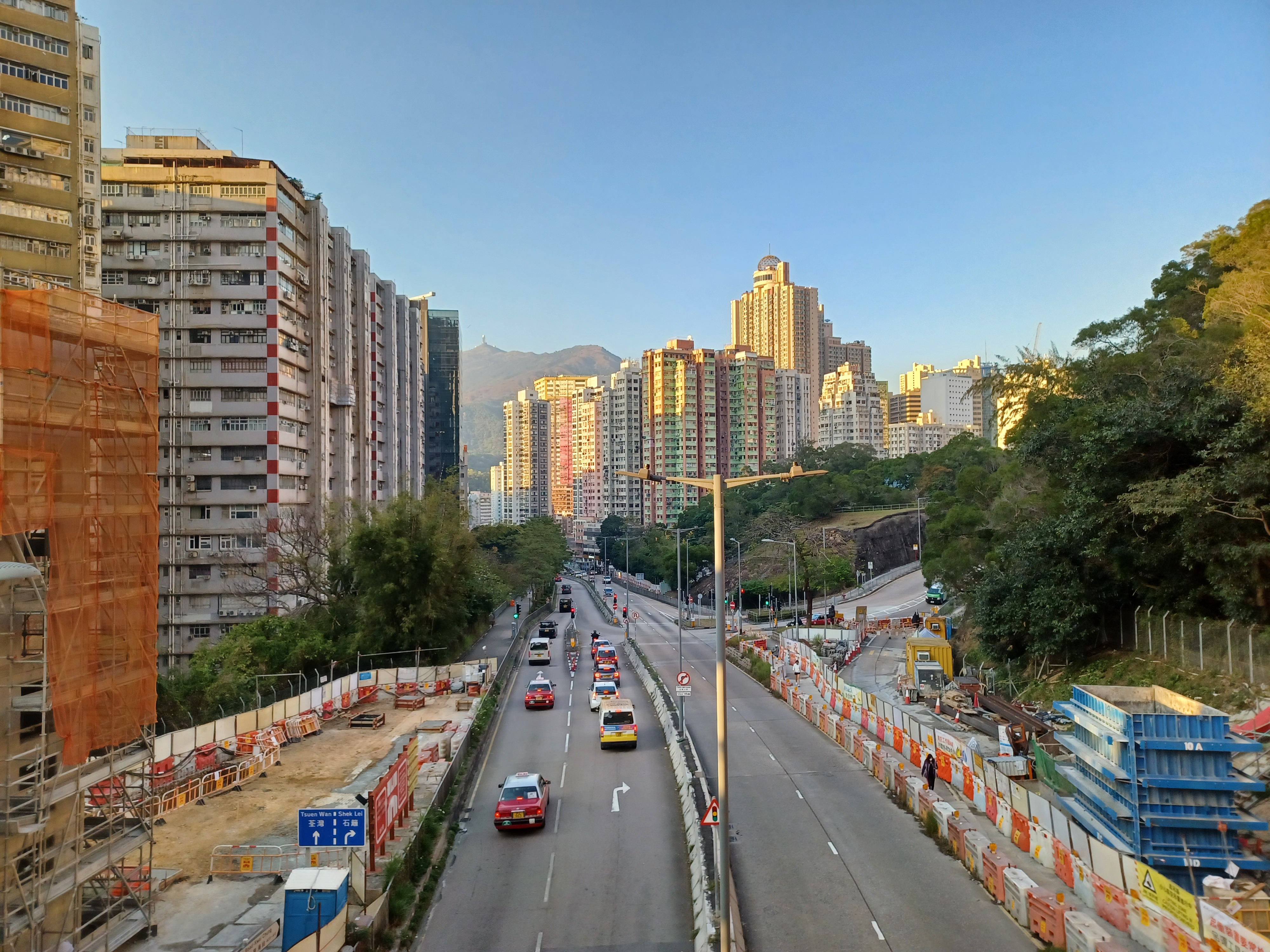
青山公路－葵涌段近業成街

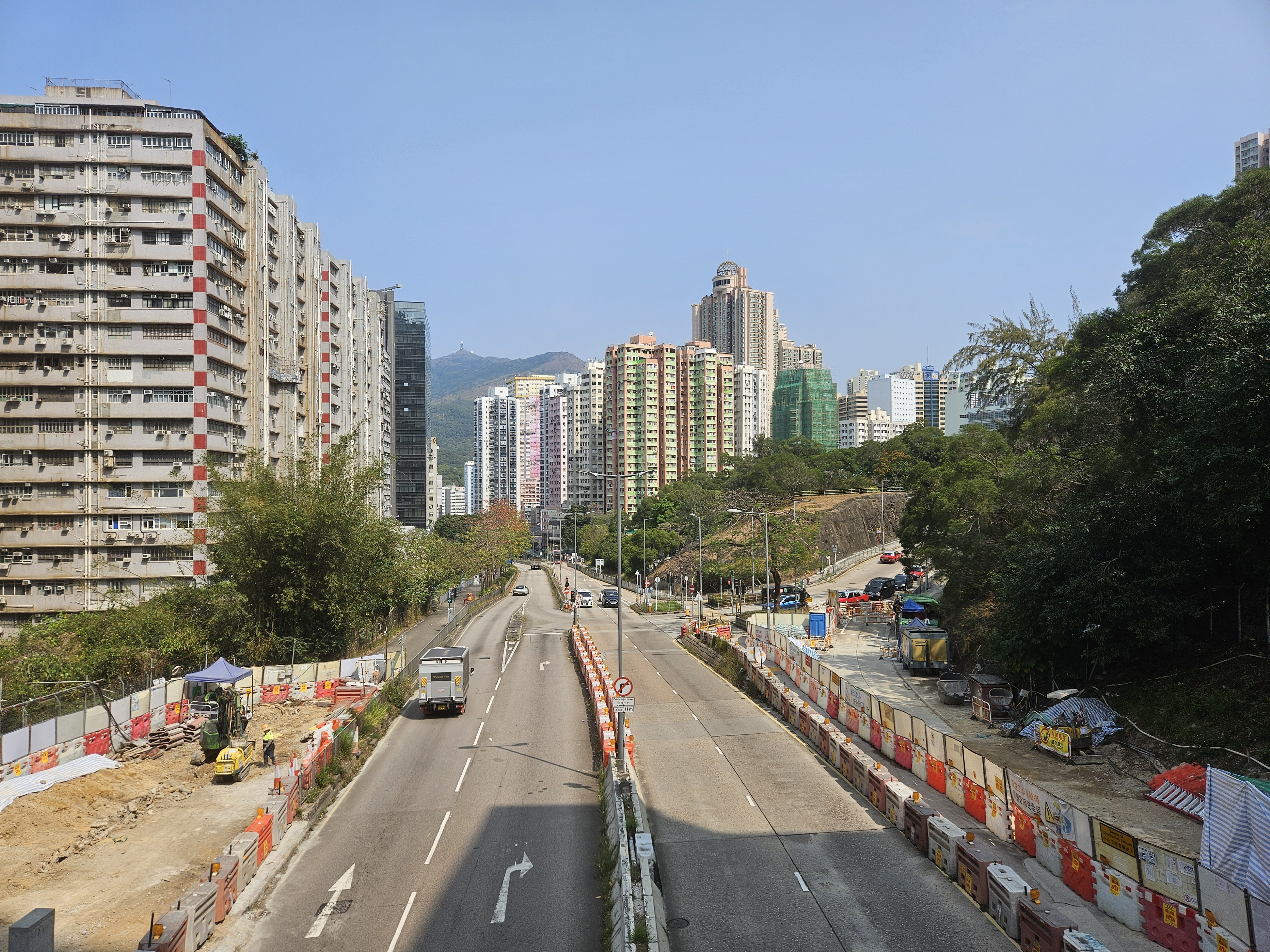
青山公路－葵涌段近業成街（2024年）

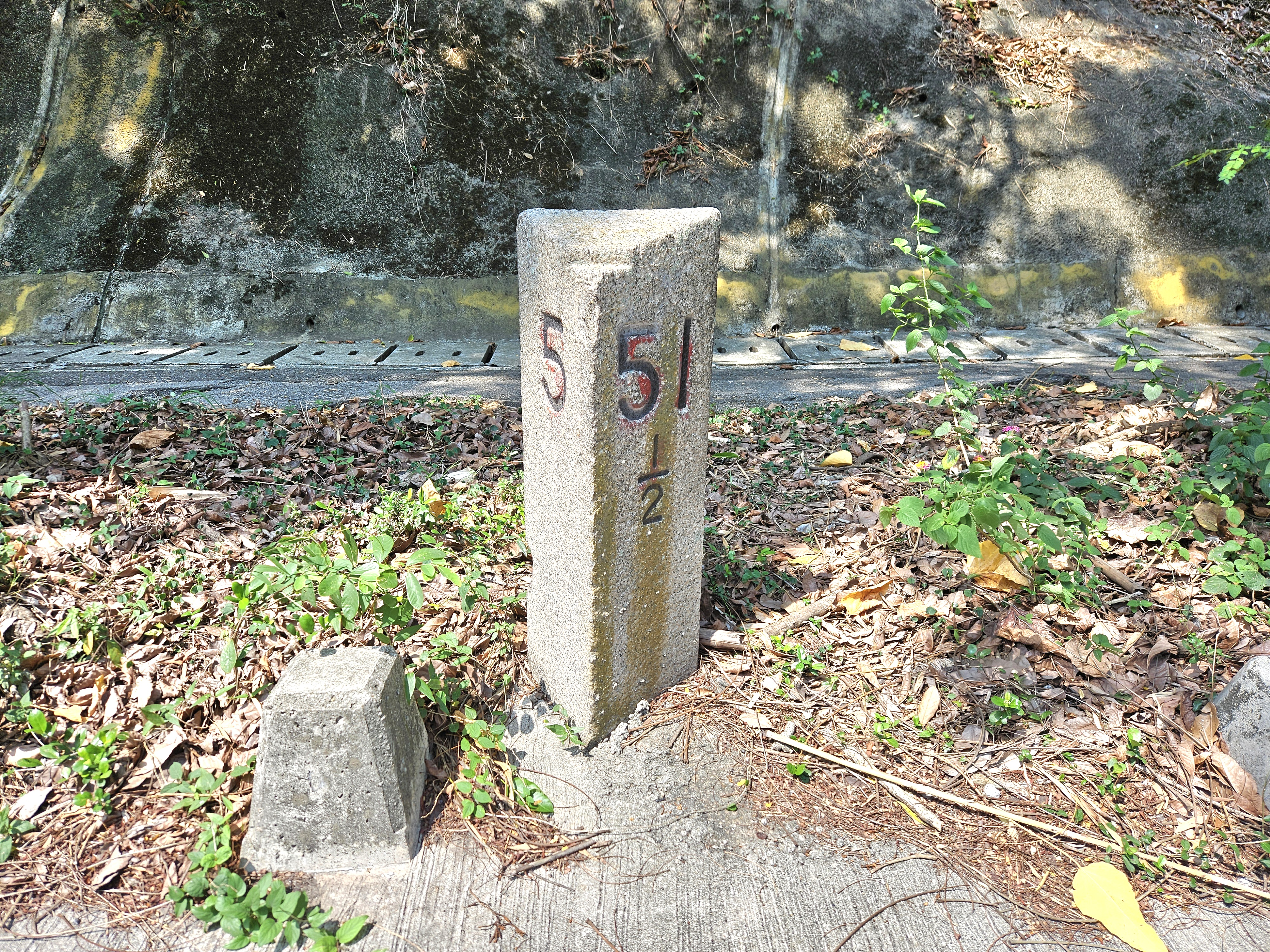
青山公路5咪里程碑

青山公路－葵涌段（英語：Castle Peak Road - Kwai Chung），是青山公路的其中一段，路段由荔枝角蝴蝶谷交匯處（呈祥道）開始，北達荃灣德士古交匯處（德士古道）。
葵涌段南面連接為青山道，北面則與荃灣段相連，當中介乎昌榮路至德士古道之間的一段是葵青區與荃灣區的分界線，北面地方屬於荃灣區，南面地方（如大窩口邨）則屬於葵青區；其餘路段歸入葵青區。葵涌段呈V字形，在葵涌道交界處以西呈東西行，以東則呈南北行。
政府曾長期在路牌顯示此段為「青山公路」，並無標示分段名稱，後於2016年5月起更換路牌，補上分段名稱。
由於此路和宜合道以南一段是青山公路唯一一條依山而建的一段，不少駕駛者（如小巴行家）稱該段為「青山上路」（相對葵涌道是「下路」）；電台交通消息亦不時使用此稱呼。

## 歷史
青山公路－葵涌段是青山公路的其中一段，早在通車時便已經是荃灣區的骨幹道路，但在葵涌道於1960年代通車後，葵涌段的蝴蝶谷至昌榮路段使用量已較少。不過前往九龍東經此路段往返呈祥道及龍翔道則較為方便；昌榮路至德士古道段為葵涌往返荃灣市中心的主要道路，不少巴士路線途經此路段。
2018年，運輸及房屋局向立法會申請撥款5.844億港元，興建連接青山公路－葵涌段至葵涌工業街的升降機及行人天橋系統，預計於2023年落成。 2018年6月30日，項目獲立法會財委會以38票贊成批出撥款。

## 沿線建築物

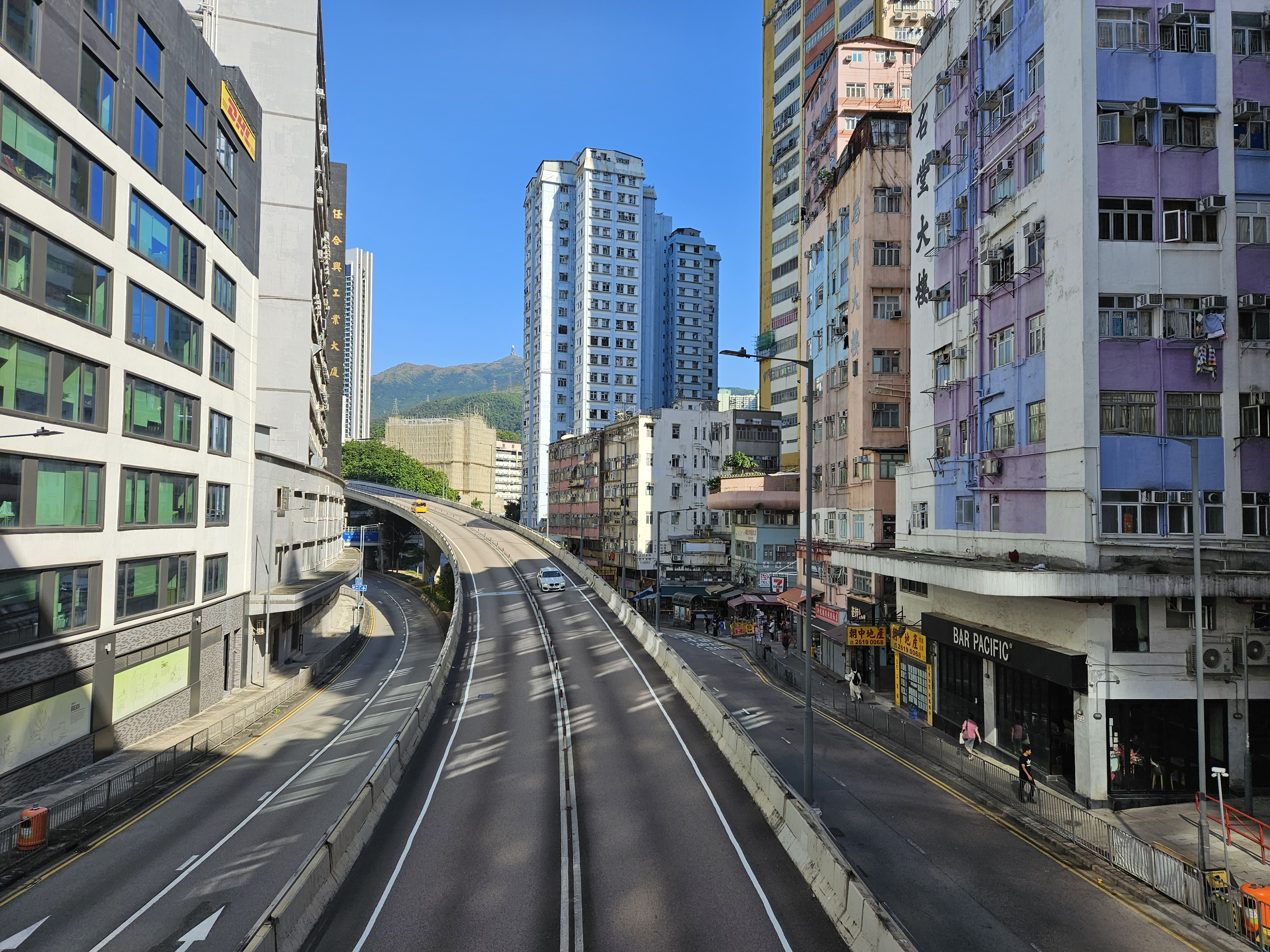
青山公路－葵涌段近屏麗徑

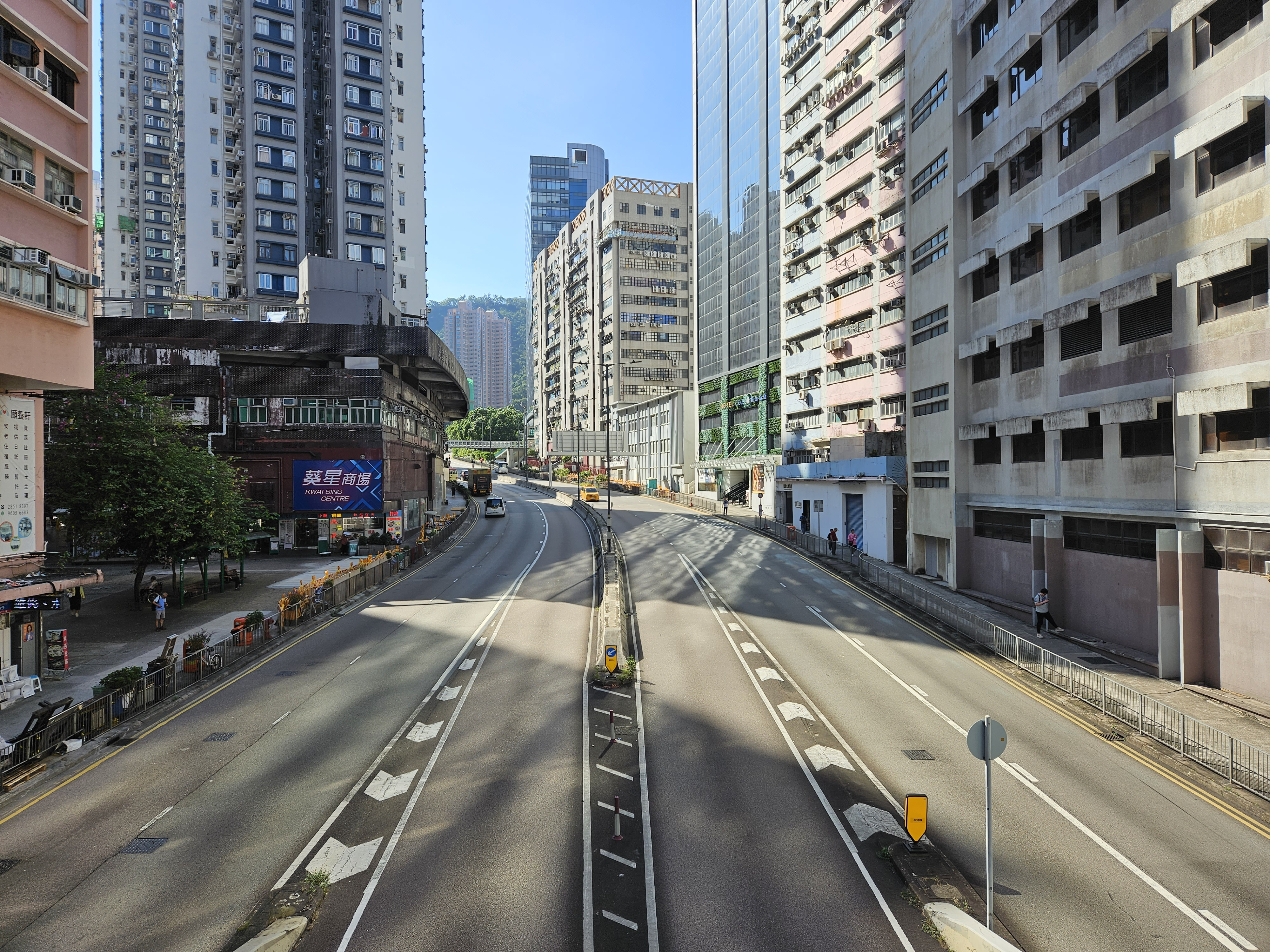
青山公路－葵涌段近葵星商場

- 中電荔枝角支站
- 曉峰豪園
- 青山公路六咪花園
- 華員邨
- 迦密愛禮信中學
- 華景山莊
- 麗瑤邨
- 中葵涌公園
- 業成街遊樂場
- 嘉翠園
- 石排街公園
- 葵星中心
- 中華電力葵涌A變電站
- 葵涌電話機房
- 帝盛酒店
- 國瑞路公園
- 大窩口站
- 大窩口體育館
- 大廈街花園

## 連接街路 (東至西)

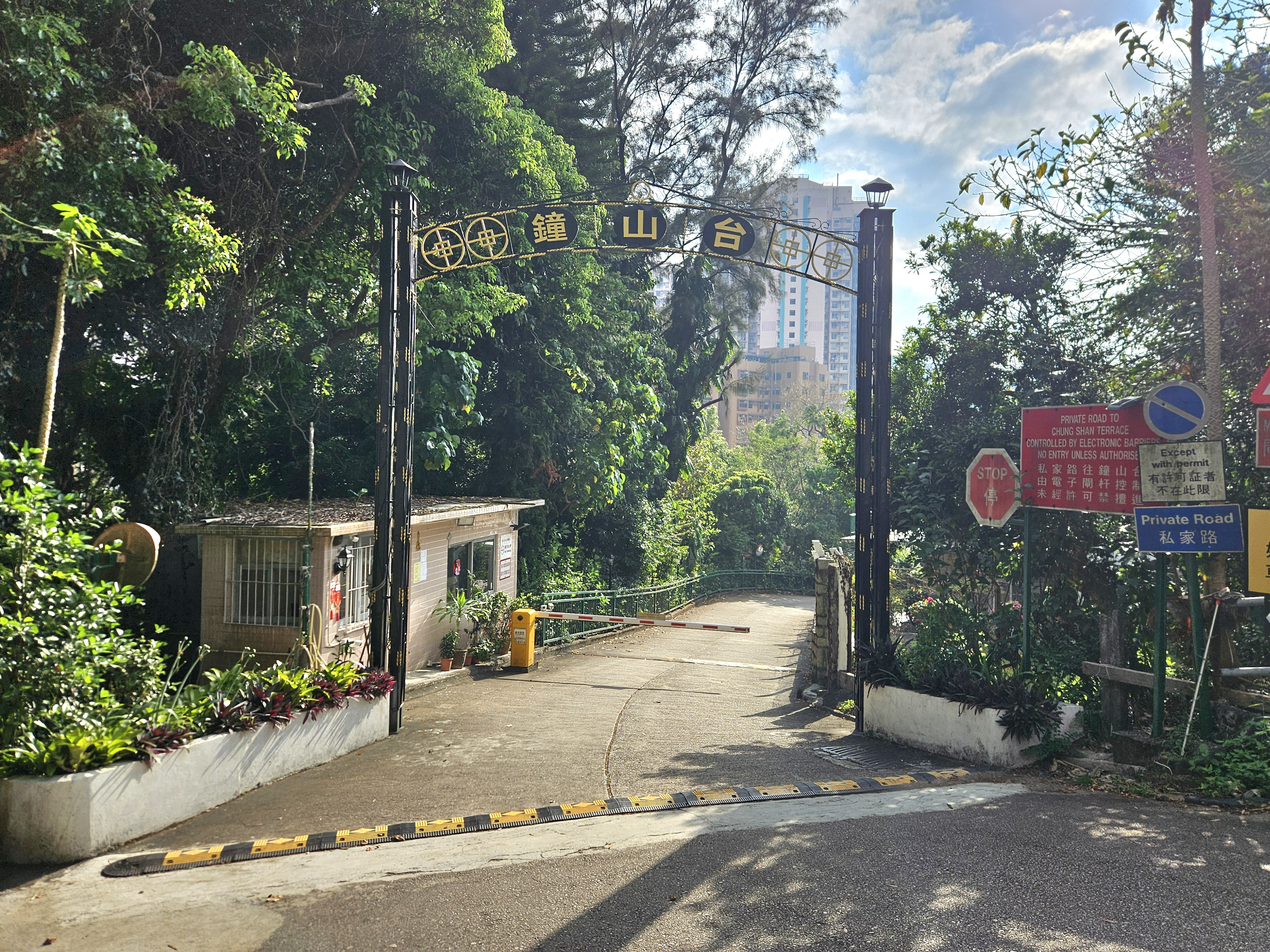
鐘山台青山公路－葵涌段入口

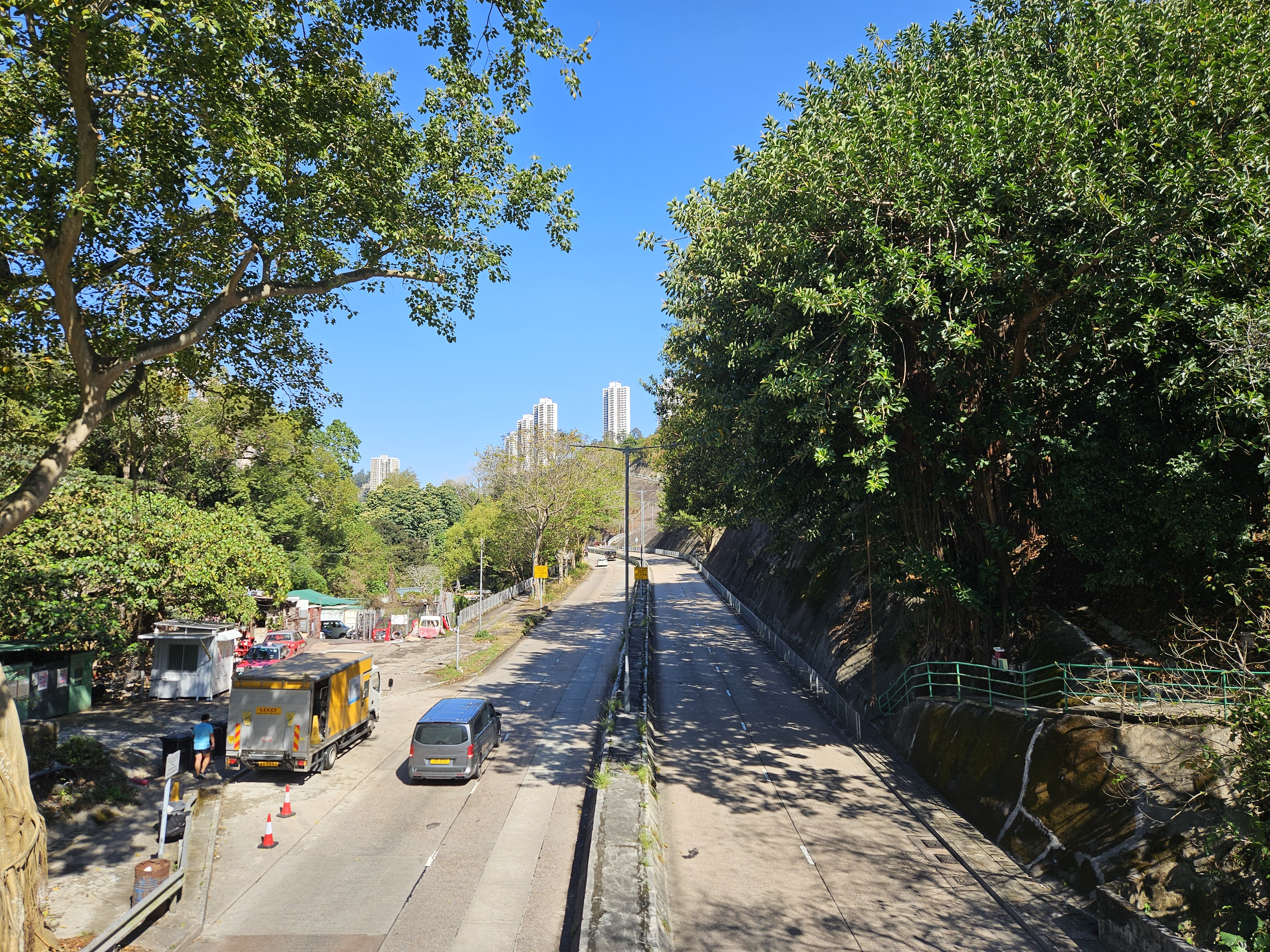
青山公路－葵涌段近5咪

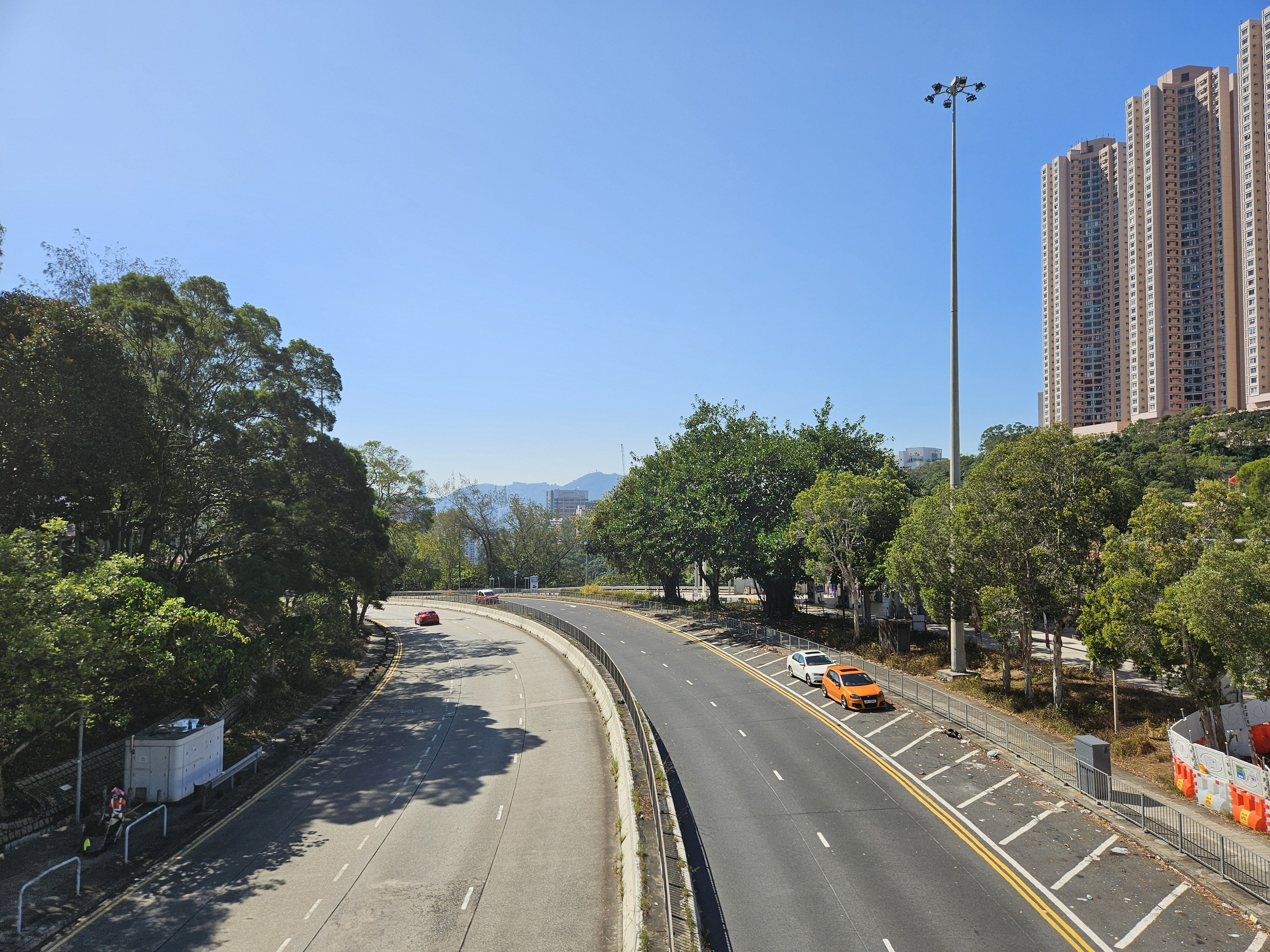
青山公路－葵涌段近大窩交匯處

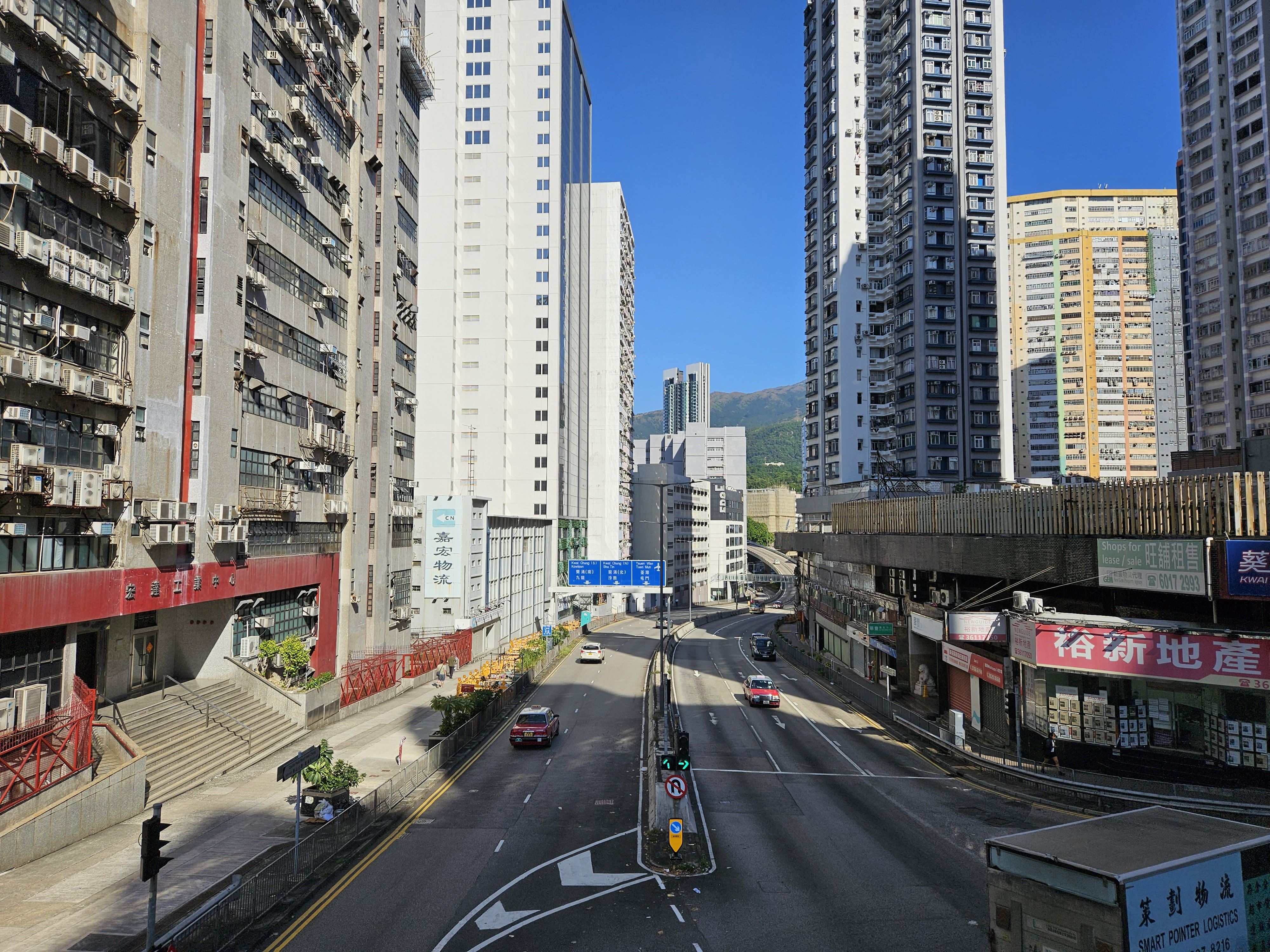
青山公路－葵涌段近和宜合道

- 蝴蝶谷交匯處 （青山道、蝴蝶谷道、呈祥道 、尖山隧道 ）
- 長坑路
- 鐘山台
- 大窩交匯處 （華泰路、華瑤路、華景山路）
- 業成街
- 石排街
- 和宜合道
- 梨木道
- 葵涌道、昌榮路交界
- 國瑞路
- 健全街
- 國瑞路
- 德士古交匯處 （德士古道、青山公路－荃灣段）

## 外部連結
- 葵涌青山公路至工業街升降機及行人通道系統 （页面存档备份，存于）